# Manuel José
Manuel José, właśc. Manuel José de Jesus (wym. [mɐnuˈɛɫ ʒuˈzɛ]; ur. 9 kwietnia 1946 w Vila Real de Santo António) – portugalski trener piłkarski. W swojej karierze trenerskiej prowadził takie zespoły jak: SC Espinho, Vitória SC, Portimonense SC, Sporting CP, SC Braga, ponownie SC Espinho, Boavista FC, CS Marítimo, SL Benfica, União Leiria, Al-Ahly Kair, CF Os Belenenses i ponownie Al-Ahly Kair. W latach 2009–2010 pełnił funkcję selekcjonera reprezentacji Angoli.

## Sukcesy
- z Boavistą Porto
  - Puchar Portugalii: 1992
  - Superpuchar Portugalii: 1992
- z Al-Ahly Kair
  - Afrykańska Liga Mistrzów: 2001, 2005, 2006, 2008
  - Superpuchar Afryki: 2002, 2006, 2007, 2009
  - mistrzostwo Egiptu: 2005, 2006, 2007, 2008, 2009
  - Puchar Egiptu: 2006, 2007
  - Superpuchar Egiptu: 2005, 2006, 2007, 2008
  - 3. miejsce w Klubowych Mistrzostwach Świata: 2006